# José García
José García – piłkarz urugwajski noszący przydomek Loncha, napastnik.
Jako piłkarz klubu Defensor Sporting wziął udział w turnieju Copa América 1945, gdzie Urugwaj zajął czwarte miejsce. García zagrał we wszystkich sześciu meczach - z Ekwadorem (grał tylko w pierwszej połowie - w przerwie zmienił go Juan Riephoff), Kolumbią (w 30 minucie zmienił na boisku Riephoffa, a następnie strzelił 2 bramki), Brazylią (grał tylko w pierwszej połowie - w przerwie zmienił go kolega klubowy Raúl Sarro), Boliwią, Chile (w 18 minucie wszedł na boisko za Riephoffa) i Argentyną (w 65 minucie zmienił go Luis Ernesto Castro).
Rok później wziął udział w turnieju Copa América 1946, gdzie Urugwaj zajął ponownie czwarte miejsce. García zagrał w czterech meczach - z Brazylią (zagrał tylko w drugiej połowie, zmieniając w przerwie Raúla Schiaffino), Boliwią (zdobył bamkę, następnie w 80 minucie zastąił go na boisku Walter Gómez), Argentyną (w 75 minucie zmienił go Schiaffino) i Paragwajem.
Nadal jako gracz klubu Defensor wziął udział w turnieju Copa América 1947, gdzie Urugwaj zajął trzecie miejsce. García zagrał we wszystkich siedmiu meczach - z Kolumbią (w 70 minucie zastąpił go na boisku Oscar Chelle), Chile, Boliwią (zagrał tylko w drugiej połowie, zmieniając w przerwie Washingtona Stulę), Paragwajem (w 73 minucie zmienił go Chelle), Ekwadorem (zdobył bramkę), Peru i Argentyną.
García od 24 stycznia 1945 roku do 11 kwietnia 1948 roku rozegrał w reprezentacji Urugwaju 21 meczów i zdobył 4 bramki.